# Бень, Евгений Моисеевич
Евге́ний Моисе́евич Бень (р. 5 августа 1960, Москва) — российский публицист, эссеист, политолог, литературовед, культуролог, издатель.

## Биография и творчество
В 1982 году окончил филфак Московского государственного педагогического института. В 1983—1987 годах работал в отделе публикации Центрального государственного архива литературы и искусства (ЦГАЛИ) — «Встречи с прошлым». Вып. 6, М., 1988, с. 474. Как историк литературы участвовал в подготовке летописи А. А. Блока, публиковался в альманахе «Встречи с прошлым», 92-м томе «Литературного наследства», журнале «Вопросы литературы», другой периодике в основном с исследованиями по русской литературе Серебряного века.
С 1988 по 1993 год постоянно вел литературные публикации в журнале «Наше Наследие», где в 1992—1993 годах был членом редколлегии (выходные данные № 25 за 1992). Как составитель и комментатор участвовал в двух изданиях В. Ф. Ходасевича (1991 и 1992), в книге З. Н. Гиппиус (1991). В 1993—1994 — обозреватель в газетах «Куранты» (тематические страницы в № 73-227 за 1993) и «Сегодня» (тематические страницы в № 7-72 за 1994). С тех пор работает в публицистическом жанре. Печатался в газетах «Русская мысль» и «Новое русское слово». В 1994—1995 годах издавал литературный и общественный ежемесячник «Накануне» (выходные данные № 1-5 за 1995). Потом главный редактор журнала «Новые знания» Общества «Знание» (выходные данные № 1-4 за 1996). С 1997 по 2001 годы — главный редактор издательства ИНТРД (выходные данные журнала «Товары со склада», М., № 245—392 за 1997—2001). В 2000—2010-е годы главный редактор альманах-газеты живого слова «Информпространство». В декабре 2006 года — председатель редсовета сборника «Информпространство» (М., 2006—2007 — выходные данные).
В 2000-м и 2005-м году в Москве вышли два издания книги «Не весь реестр», в 2009-м году там же — книга эссе и размышлений «Раненое счастье». В 2013 году в Иерусалиме издана книга очерков «О тех, кто рядом».
В 2023 году в Москве издана книга «Этюды московского наблюдателя. Избранные эссе и смыслы». В нее вошли вошли избранные произведения разных жанров, написанные более чем за четыре десятилетия. В первый раздел помещены литературоведческие работы и эссе о Серебряном веке; второй раздел представлен многообразной публицистикой; третий — воспоминаниями, в том числе о Р. Ф. Казаковой, Г. А. Балле, Л. А. Аннинском, Г. К. Каменеве; четвертый — интервью с автором книги.
Его творчество 2000-х годов сочетало в себе близость к традиционной русской культуре и интерес к своим корням. Публицистика и комментарии 2010-х годов — в основном о российской и международной геополитике.
Член Союза журналистов СССР с 1990 года. Член Союза писателей Москвы с 2000 года, секретарь Союза писателей Москвы с 2008 года. Академик Евразийской академии телевидения и радио (ЕАТР) с 2006 года.
Постоянный автор газеты «Литературная Россия» (публицистика о российской истории XX—XXI веков). В 2000—2010-е годы публиковался в «Литературной газете», газете «Труд», альманах-газете «Информпространство», журнале «22», на порталах "Еженедельник «Звезда», «The Russian Times», «Курс», «Колокол России» и в др. прессе.
Участвовал, в том числе как международный эксперт, в эфирах на радио и ТВ,. В 2010-е годы — постоянный эксперт-политолог на радио «Спутник» РИА «Новости»; на телеканале «Мир-24»; на телеканале «Звезда»; на телеканале Life (Life news) и др. Ведущий авторской программы на радио Mediametrics.
Являлся членом редколлегии газеты СПМ «Литературные вести» (выходные данные № 93 за 2009). В 2007 году в Голландии вышел документальный фильм режиссёра Р. ван ден Хойвеля о брежневском застое «Москва 1980», в котором Евгений Бень — один из «героев» (Сергей Гаврилов. А все хорошее и есть мечта… Газета «Европа — Экспресс», № 30 (542), 2008). Показы фильма состоялись в Нидерландах, Германии, России. 17 декабря 2010 года его демонстрация и обсуждение прошли в Доме кино в Москве.
Среди ряда организованных в 2006—2007 годах мероприятий межконфессиональная конференция «Авраамические религии и этносы в России» (апрель 2007) — журнал «Алеф», № 962, 2007, с.15. Инициатор проведения Парада Победы в Иерусалиме в мае 2009 года (М. Шпицбург. Знамя Победы над Святой землей. Журнал «Голос инвалидов войны», Тель-Авив, № 184, 2009, с. 9-12), в котором приняли участие российские фронтовики и их родные разных национальностей, прошедшие с портретами отцов и дедов по святому городу трех религий.
Лауреат Всероссийского литературного конкурса «70 лет Победы» (вместе с альманах-газетой «Информпространство») «за многолетнее и широкое освещение темы народного героизма в борьбе с фашизмом во время Великой Отечественной войны» (2015). Лауреат Фонда им. Ицхака Зандмана и Авраама Коэна (Израиль) по историко-литературной тематике (2009). Награждён медалью ордена «За профессионализм и деловую репутацию» III степени (Постановление президиума Совета по общественным наградам РФ от 8.07.2010 № 74).

## В литературной критике
Отклики и рецензии на книги публиковались в изданиях «Русская мысль» (№ 4337 2000), «Литературная Россия» (№ 33-34 2005; № 42 2023), «Знамя», (№ 11 2005), «Независимая газета» (№ 192/4822 2009), «22» (№ 139 2005), «Литературная газета» (№ 23/6227 2009; № 1-2/6917 2024), «Литературный европеец» (№ 136 2009), «Дружба народов» (№ 11 2013), «Год литературы» (16 октября 2023), «Культура» (17 октября 2023), «Век» (9 ноября 2023) и ряде др. Среди авторов указанных рецензий — Л. А. Аннинский, Н. Г. Пропирный, В. В. Радзишевский, И. А. Харичев.

## Семья
Родители Евгения Беня — Моисей Зусевич Бень (1916, Киев—1983, Москва) — минер-фронтовик, участник обороны Сталинграда, закончил войну под Берлином, в боях трижды ранен и контужен; участник освоения Целины; руководитель дорожно-строительных республиканских объединений в РСФСР и Казахстане; Генриета Марковна Шицгал (1921, Москва—2005, Москва) работала редактором в ТАСС и библиографом в МГИМО. Евгений Бень имеет детей — Михаила 1987 г.р. и Майю 1989 г.р.; внуков Таю 2012 г.р., Марка 2016 г.р., Машу 2018 г.р.

## Краткая библиография
Книги
- Не весь реестр. М., «Пробел», 2000
- Не весь реестр. Изд. 2-е перераб. и дополн., М.- Орел, «Бета-принт», 2005
- Раненое счастье. М., «Единая книга», 2009
- О тех, кто рядом. Иерусалим, Библиотека журнала «Литературный Иерусалим», 2013
- Этюды московского наблюдателя. Избранные эссе и смыслы. М., «Б. С. Г. — Пресс», 2023
- Комментарии к кн.: Вл. Ходасевич. Колеблемый треножник, М., «Советский писатель», 1991
- Вступ. статья и комментарии к кн.: Вл. Ходасевич. Некрополь и др. воспоминания. М., «Наше наследие», 1992
- Предисловие и комментарии к кн.: Вл. Ходасевич. Некрополь. М., «Академический проект», 2023
- Составление кн. З. Гиппиус [Избранное]. М., «Наше наследие», 1991
- Составление альманаха «Информпространство», М., 2006—2007

Публикации
- Об одном литературном вечере [1920-е годы]. «Вопросы литературы», М., 1984, № 10 с. 178—185
- «Не пробуждай воспоминаний…» «Русская речь», М., 1985, № 1, с. 132—138
- Так рождался музей. Из истории музея Ф. М. Достоевского. «Книжное обозрение», М., 1985, № 38 (1008), с.16
- «Всякое дело теперь должно стать большим…» [Об А. Блоке]. «Вопросы литературы», М., 1985, № 2, с. 179—188
- «…Звездная моя земля Россия…» «Русская речь», М., 1985, № 2, с. 62—68
- Гамаюн, Сирин и Алконост (Фольклор и живопись в двух стихотворениях А. Блока). «Русская речь», М., 1985, № 4, с. 131—136
- Письма В. Дамбергса Блоку. «Литературное наследство», т. 92, кн. 4. М., 1987, с. 423—426
- Материалы к творческой биографии Вл. Ходасевича. «Вопросы литературы», М., 1987, № 9, с. 225—245
- Об эпистолярном источнике стихотворения «Ночь». «Вопросы литературы», М., 1988, № 6, с. 273—279
- Поэт и ученый. «Встречи с прошлым», вып. 6, М., 1988, с. 99—115
- «Жестоко вы написали, но превосходно…» [О Вл. Ходасевиче]. «Наше наследие», М., 1988, № 3, с. 78—93
- «Весы». «Наше наследие», М., 1989, № 6, с. 110—118
- Поиск согласия. «Наше наследие», М., 1990, № 6, с. 27—34
- «Я очень слежу за вашими отзывами…» «Встречи с прошлым», вып. 7, М., 1990, с. 89—102
- Ахматова и Чулковы. К истории одной переписки. «Русская мысль», Париж, 1994, № 4013, с. 11-12 (продолжение в № 4014—4015)
- Блок и 21 век. Журнал «22» , Иерусалим, 2006, № 141, с. 220—222
- Корень, ствол и мы. Журнал «22», Иерусалим, 2007, № 145, с. 166—172
- Атлант. «Литературная газета», М., 26 декабря 2012, № 52 (6398)
- Из семейной хроники. «Литературный Иерусалим», 2012, вып. 4, с. 165—174
- Образ мира, в слове явленный. Журнал «Слово — Word», США, 2014, № 82
- Отмотав время. «НГ Ex Libris», М., 2014, № 16 (742), с. 2
- Многотрудный путь к свету. «Московский год прозы». М., «Литературная газета», 2014, с. 567—576
- Без права на поражение. «Литературная Россия», М., 2014, № 45-46 (2677), с. 14—15
- Горбачев и опыт переломной эпохи. «Литературная Россия», М., 2014, № 51 (2682), с. 4
- Русский язык как столп и ответственность. «Литературная Россия», М., 2015, № 12 (2695), с. 14—15
- Мой бессмертный полк. «Литературная Россия», М., 2016, № 17 (2746), с. 2
- Пишется как дышится. «Литературная Россия», М., 2017, № 28 (2803), с. 6—7
- Почему ветшает литературная среда. «Литературная Россия», М., 2017, № 30 (2805), с. 3
- Хороша ли наша судьба? «Литературная Россия», М., 2017, № 35 (2810), с. 3
- Уренгойский мальчик был. Значит необходим стойкий иммунитет. «Литературная Россия», М., 2017, № 44 (2818), с. 16
- Можно ли водить за нос историю? «Литературная Россия», М., 2018, № 2 (2822), с. 15
- Русская симфония всеобщего бессмертия. К 100-летию первой публикации поэмы «Двенадцать». «Литературная Россия», М., 2018, № 9 (2829), с. 5
- Я тайны различал покровы. Вспоминая Георгия Каменева. «Литературная Россия», М., 2021, № 3 (2966), с. 14—15